# Còmic biogràfic

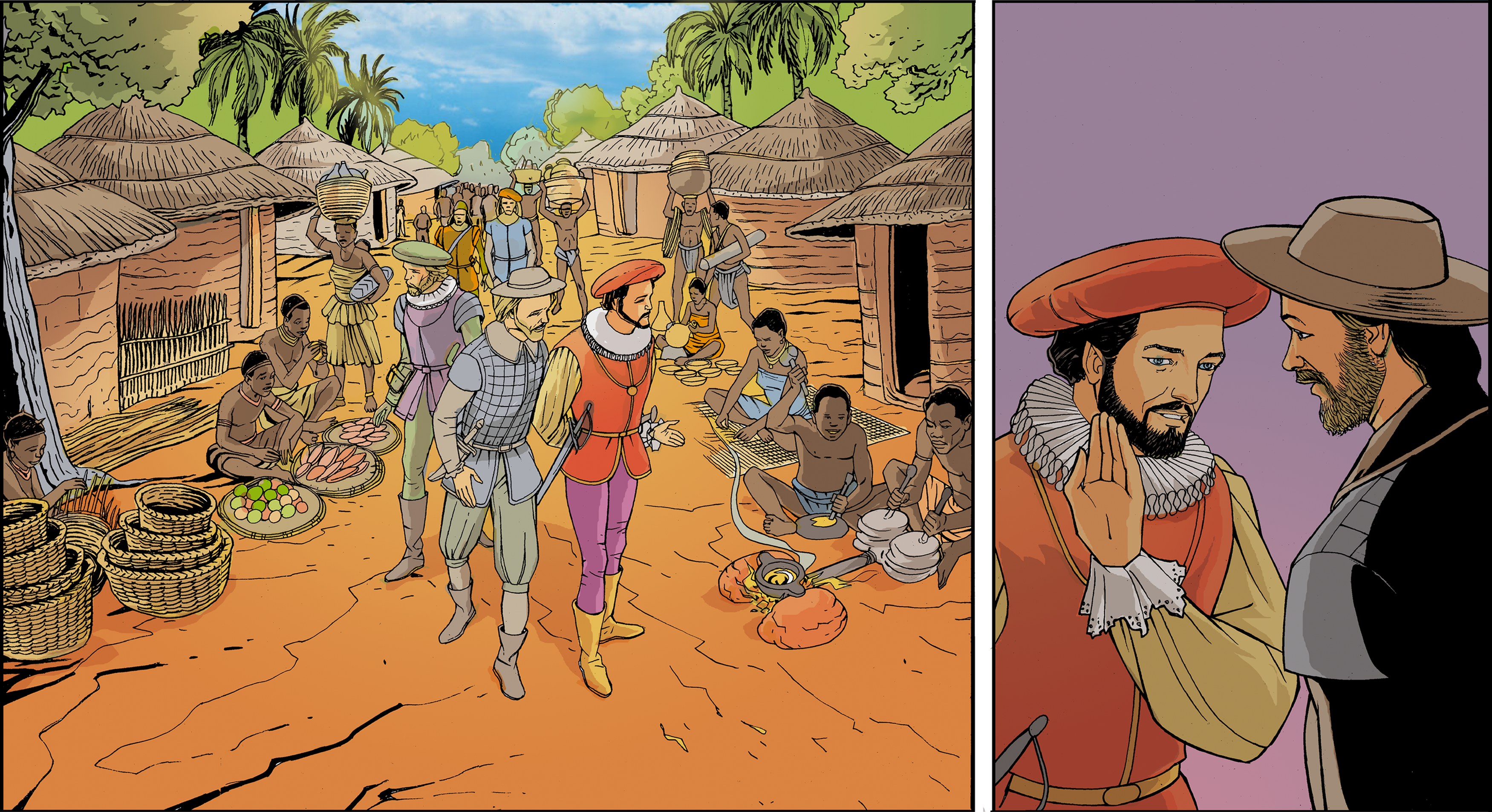
Vinyeta de còmic biogràfic

El còmic biogràfic, sol explicar la vida d'alguna persona, molts d'ells de personatges famosos, tot resumint-ne la vida. Va molt lligat amb el còmic històric, perquè sovint les persones biografiades també han destacat pel seu paper a la història de la humanitat.

## Còmics biogràfics
Mujeres celebres, és el títol de la sèrie de còmics editats per l'editorial Novaro iniciada l'abril del 1961. En aquesta sèrie es varen publicar una gran varietat de biografies amb el fil conductor de dones que havien destacat o bé eren celebres per algun fet concret. Les activitats d'aquestes dones podien ser; pintores, esportistes, espies, bruixes, princeses, curanderes, màrtirs, cortesanes, reines, lluitadores per la independència americana, aviadores, cantants, metgesses, etc. Se'n varen editar un total de 160 números fins a la seva fi el 1974. Algunes de les biografies publicades foren les de; Cleòpatra, Maria Antonieta, Isabel la Catòlica, Nefertiti, Salomé, Grace Kelly, Agatha Christie, Virginia Woolf, Sophia Loren, Marilyn Monroe, Joséphine Baker, Mata Hari, Valentina Tereixkova o bé Marie Curie entre d'altres.

Vides Ilustres, va ser una sèrie de còmics publicada per Ediciones Recreativas i posteriorment per Editorial Novaro entre els anys 1956 i 1974 amb un total de 332 números. Les biografies publicades són de personatges cèlebres que destaquen en els seus camps de treball o bé han influït en la vida publica. Algunes de les biografies foren en el món de les lletres, Miguel de Cervantes, Jules Verne, Txékhov, Goethe, Gustavo Adolfo Bécquer i Federico García Lorca. De la ciència, Albert Einstein, Alfred Nobel, Thomas Alva Edison, Arquimedes, Leonardo da Vinci. Líders, Napoleó Bonaparte, Winston Churchill, Charles de Gaulle, Martin Luther King. Artistes, Chopin, Txaikovski, Diego Velázquez, Francisco de Goya, Rembrandt, els germans Lumière i fins a un total de 313 biografiats.Des del número 314 fins a la cancel·lació de la sèrie les biografies són de ficció i es basen en personatges d'autors reconeguts de la literatura universal. Els còmics no anunciaven mai quin seria el personatge del número següent mantenint així la incògnita fins a la seva sortida al quiosc.
Còmic Biografias, el 1983 l'Editorial Bruguera inicia una sèrie de còmics biogràfics, se'n varen editar un total de dotze, dividits en tres grups "Sèrie Historia", "Sèrie Arte" i "Sèrie Deporte". Els biografiats foren; núm. 1- Carles V, 2- Miquel Àngel, 3- Dante Alighieri, 4- Leonardo da Vinci, 5- Cassius Clay, 6- Joana d'Arc, 7- Giuseppe Verdi, 8- Barba-roja, 9- Alejandre Magne, 10- Pelé, 11- Johnny Weissmuller, 12- David Livingstone.